# 132-й меридіан західної довготи
132-й меридіан західної довготи — лінія довготи, що лежить на 132 градуси західніше Гринвіцького меридіана. Вона проходить від Північного полюса через Північний Льодовитий океан, Північну Америку, Тихий океан, Південний океан та Антарктиду до Південного полюса.
132-й меридіан західної довготи формує велике коло разом із 48-мим меридіаном східної довготи.

## Список географічних об'єктів, що перетинає 132° зх. д.
Починаючи на Північному полюсі та рухаючись до Південного полюса, 132-й меридіан західної довготи проходить через:
| Координати                                                   | Країна, територія або море | Примітки                                                                                          |
| ------------------------------------------------------------ | -------------------------- | ------------------------------------------------------------------------------------------------- |
| 90°0′ пн. ш. 132°0′ зх. д. / 90.000° пн. ш. 132.000° зх. д.  | Північний Льодовитий океан |                                                                                                   |
| 74°59′ пн. ш. 132°0′ зх. д. / 74.983° пн. ш. 132.000° зх. д. | Море Бофорта               |                                                                                                   |
| 69°44′ пн. ш. 132°0′ зх. д. / 69.733° пн. ш. 132.000° зх. д. | Канада                     | Північно-Західні території Юкон Британська Колумбія                                               |
| 56°51′ пн. ш. 132°0′ зх. д. / 56.850° пн. ш. 132.000° зх. д. | США                        | Аляска — проходить через Південно-Східну Аляску, острови Врангеля і Лір[en] та півострів Клівленд |
| 55°30′ пн. ш. 132°0′ зх. д. / 55.500° пн. ш. 132.000° зх. д. | Протока Кларенс[en]        |                                                                                                   |
| 55°16′ пн. ш. 132°0′ зх. д. / 55.267° пн. ш. 132.000° зх. д. | США                        | Аляска — проходить через острів Принца Уельського                                                 |
| 54°43′ пн. ш. 132°0′ зх. д. / 54.717° пн. ш. 132.000° зх. д. | Протока Діксон-Ентранс     |                                                                                                   |
| 54°2′ пн. ш. 132°0′ зх. д. / 54.033° пн. ш. 132.000° зх. д.  | Канада                     | Британська Колумбія — проходить через острови Грем і Морсбі                                       |
| 52°40′ пн. ш. 132°0′ зх. д. / 52.667° пн. ш. 132.000° зх. д. | Тихий океан                |                                                                                                   |
| 60°0′ пд. ш. 132°0′ зх. д. / 60.000° пд. ш. 132.000° зх. д.  | Південний океан            |                                                                                                   |
| 74°19′ пд. ш. 132°0′ зх. д. / 74.317° пд. ш. 132.000° зх. д. | Антарктида                 | Проходить через Землю Мері Берд, на яку жодна країна не претендує                                 |